# Acaulospora laevis
Acaulospora laevis är en svampart som beskrevs av Gerd. & Trappe 1974. Acaulospora laevis ingår i släktet Acaulospora och familjen Acaulosporaceae.   Inga underarter finns listade i Catalogue of Life.